# ۳۶ بزغاله
۳۶ بزغاله یک ستاره است که در صورت فلکی بزغاله قرار دارد.